# باشگاه فوتبال چیتادلا
باشگاه فوتبال چیتادلا (انگلیسی: A.S. Cittadella) باشگاه فوتبال ایتالیایی است که در شهر چیتادلا قرار دارد.
چیتادلا در فصل ۱۶–۲۰۱۵ قهرمان لیگ حرفه‌ای شد و به سری بی صعود کرد.